# Gare d'Urçay
La gare d'Urçay est une gare ferroviaire française de la ligne de Bourges à Miécaze, située sur le territoire de la commune de La Perche, dans le département du Cher, en région Centre-Val de Loire. Néanmoins la gare est également située à proximité immédiate du bourg centre de la commune d'Urçay, dont elle n'est séparée que par le Cher, dans le département de l'Allier en région Auvergne-Rhône-Alpes.
Elle est mise en service en 1861 par la Compagnie du chemin de fer de Paris à Orléans (PO). 
C'est une halte voyageurs de la Société nationale des chemins de fer français (SNCF) du réseau TER Centre-Val de Loire. Elle est desservie par des trains express régionaux. C'est également une gare du service Fret SNCF.

## Situation ferroviaire
Établie à 169 mètres d'altitude, la gare d'Urçay est située au point kilométrique (PK) 293,528 de la ligne de Bourges à Miécaze entre les gares ouvertes de Saint-Amand-Montrond - Orval et de Vallon-en-Sully. En direction de Saint-Amand-Montrond, s'intercale la gare fermée d'Ainay-le-Vieil.
Elle dispose d'une plateforme pour deux voies, avec un deuxième quai, mais la voie d'évitement permettant le croisement des trains sur cette ligne à voie unique a été déposée.

## Histoire
La station d'Urçay est mise en service le 9 décembre 1861 par la Compagnie du chemin de fer de Paris à Orléans, lorsqu'elle ouvre à l'exploitation sa ligne de Bourges à Montluçon.

## Fréquentation
De 2015 à 2023, selon les estimations de la SNCF, la fréquentation annuelle de la gare s'élève aux nombres indiqués dans le tableau ci-dessous.
| Année     | 2015  | 2016  | 2017  | 2018  | 2019  | 2020  | 2021 | 2022 | 2023  |
| --------- | ----- | ----- | ----- | ----- | ----- | ----- | ---- | ---- | ----- |
| Voyageurs | 5 743 | 4 913 | 5 286 | 4 200 | 3 024 | 1 943 | 925  | 885  | 1 076 |

## Service des voyageurs

### Accueil
Halte SNCF, c'est un point d'arrêt non géré (PANG) à accès libre.

### Desserte
Urçay est une halte du réseau TER Centre-Val de Loire desservie par des trains circulant sur les relations : Montluçon-Ville – Vierzon et Montluçon-Ville (ou Saint-Amand-Montrond - Orval) – Bourges.

### Intermodalité
Un parking pour les véhicules y est aménagé. Elle est desservie par des cars TER Centre-Val de Loire en complément de la desserte ferroviaire sur la relation : Montluçon – Saint-Amand-Montrond - Orval.

Intérieur de la halte
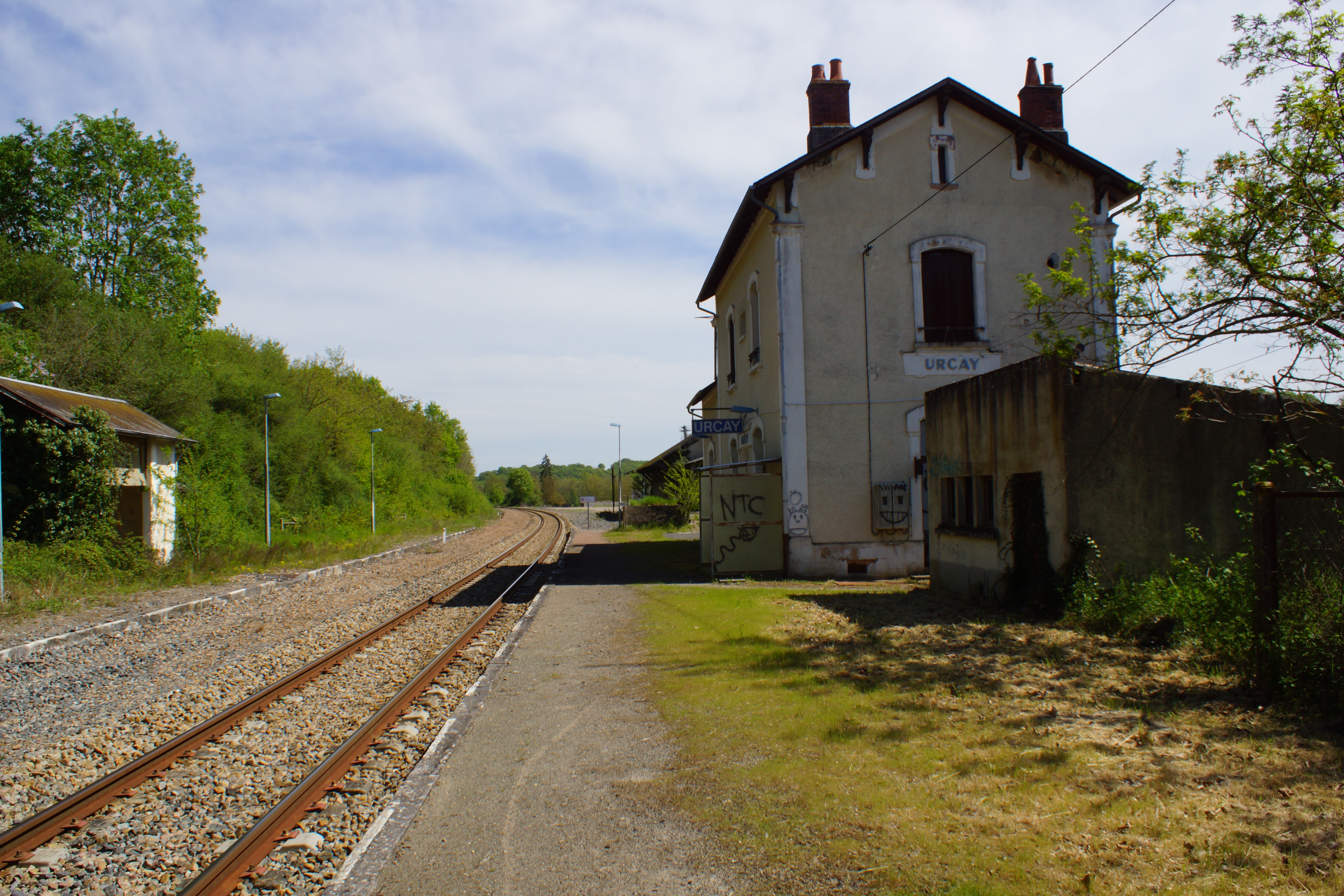
Direction Saint-Amand-Montrond.
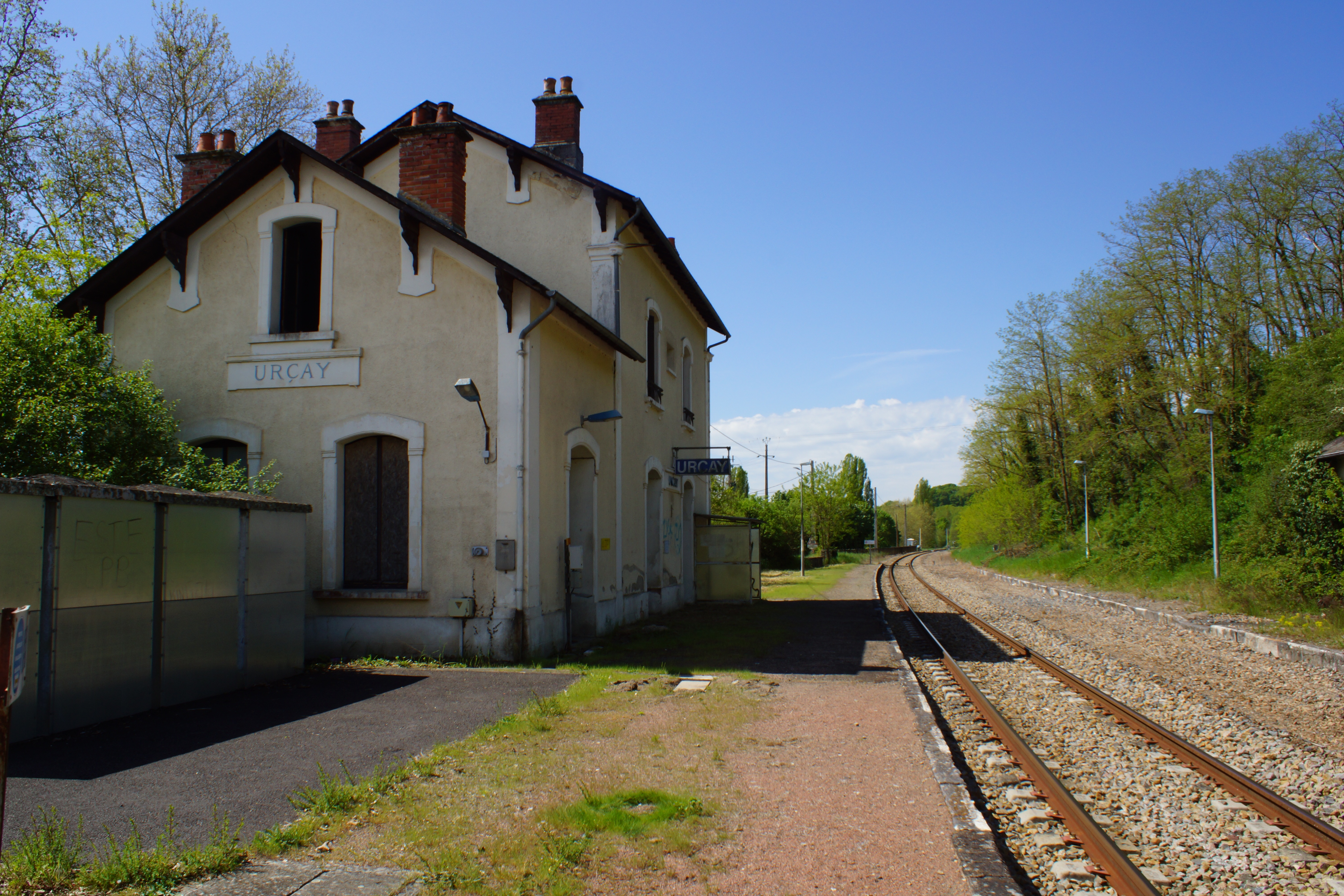
Direction Vallon-en-Sully.
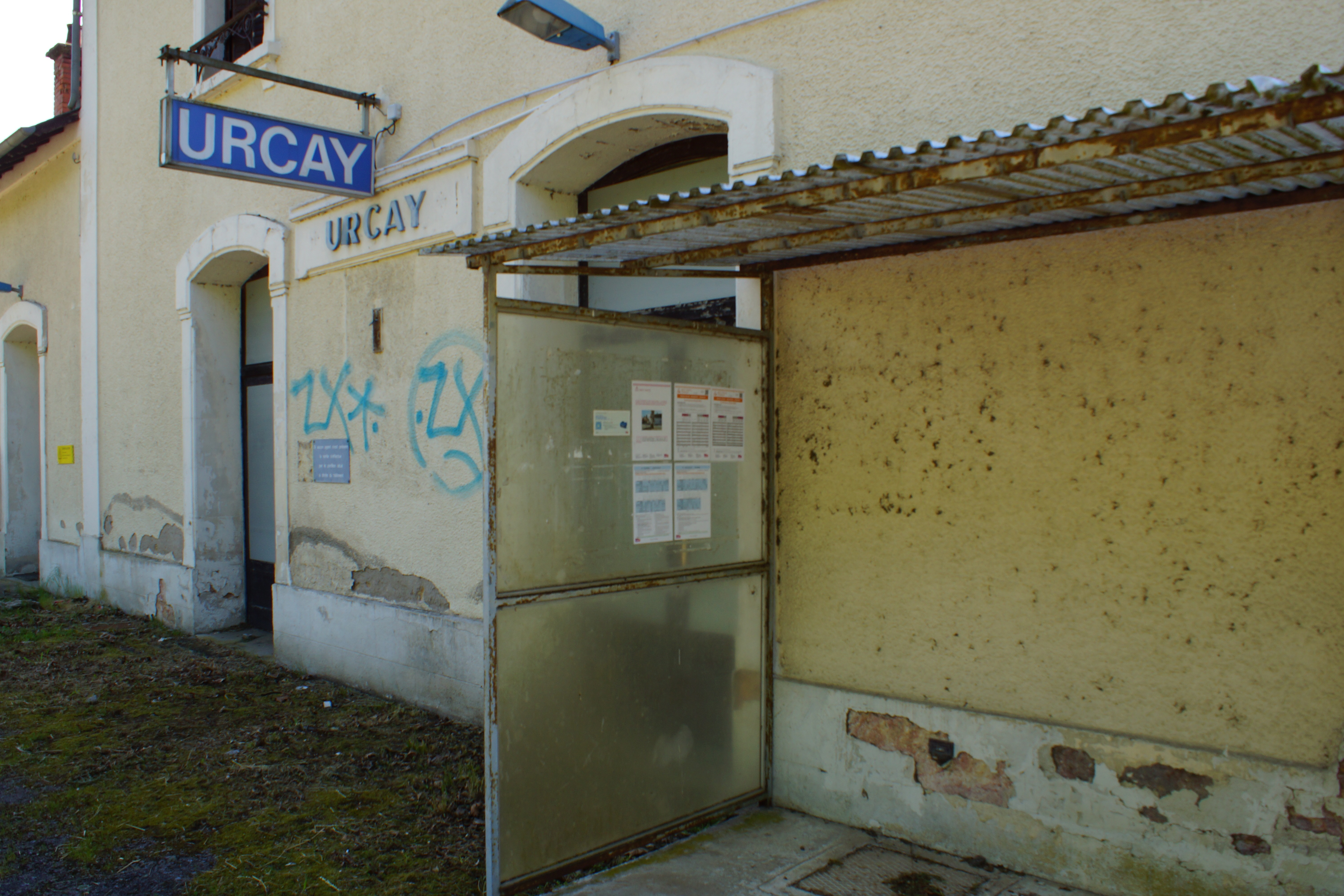
Informations dans l'abri.

## Service des marchandises
Urçay est une gare Fret SNCF ouverte uniquement aux trains massifs pour des transports par trains en gare.